# Gasen
Gasen é um município da Áustria, situado no distrito de Weiz, no estado da Estíria. Tem 33,92 km² de área e sua população em 2019 foi estimada em 899 habitantes.